# Moritz Friedländer (Verleger)
Moritz Friedländer (eigentlich Meyer Friedländer)  (* 3. Juli 1822 in Brilon; † 14. November 1911 ebenda) war ein deutscher Verleger. Er verlegte deutsche und hebräische Schriften und gab den Sauerländischen Anzeiger heraus.  

## Familie
Sein Großvater war der Landesrabbiner Joseph Abraham Friedländer. Der Vater Abraham war wohlhabender Kaufmann und Judenvorsteher. Die Mutter war Philippine (geb. Schönthal). Moritz war einer von sechzehn Nachkommen. Zu seinen Brüdern zählen der Jurist Alexander Friedländer und der Arzt und Prediger Salomon Friedländer. Er selbst heiratete 1846 Helene Stern. Vier Kinder des Paares starben jung. Der Sohn Max wurde Buchhändler in Hamburg und der Sohn Joseph wurde Amtsgerichtsrat in Köln. In zweiter Ehe war Friedländer seit 1862 mit Bella Rosenberg verheiratet. Auch aus dieser Ehe starben zwei Kinder früh. Der Sohn Salomon genannt Siegbert leitete bis zu seinem Tod 1905 einige Jahre den väterlichen Verlag. Zwei Töchter starben im Holocaust.

## Leben
Er dürfte wie seine Geschwister die jüdische Schule in Brilon besucht haben. Über seine weitere Ausbildung ist nichts näheres bekannt. Wahrscheinlich lernte er das Druckerhandwerk in Arnsberg und Meschede. Bereits 1842 übernahm er den Verlag und die Druckerei des Wochenblattes für den Kreis Brilon. Seit 1846 gab er auch das Wochenblatt für den Kreis Büren heraus. Redakteur war zeitweise der Briloner Bürgermeister Nikolaus Hesse. Während der Revolution von 1848/49 gewannen politische Fragen mehr Gewicht. 
Mit der rechtlichen Gleichstellung der Juden im ehemaligen Herzogtum Westfalen 1847 wurde Friedländer in die Bürgerrolle der Stadt Brilon aufgenommen. Seine Einkünfte lagen damals bei 400 Reichstalern. 
Die beiden Wochenblätter wurden 1849/50 eingestellt. Mit vergrößertem Format erschien ab 1851 der Sauerländische Anzeiger zugleich Wochenblatt für die Kreise Brilon, Büren und das Amt Rüthen. Das Blatt erschien zunächst zweimal wöchentlich, ab 1853 dreimal wöchentlich (mittwochs, samstags und montags). Seit demselben Jahr gab Friedländer auch den Waldecker Anzeiger heraus. Der Umfang der Zeitungen betrug vier Seiten. Redakteur war zeitweise der ältere Bruder Alexander Friedländer, bis dieser 1858 bei der Auswanderung nach Amerika ums Leben kam. Besonderen Wert legte das Blatt auf die lokale Berichterstattung. Seit 1858 erschien als Konkurrenz in Brilon ein Ableger des Arnsberger Centralvolksblattes. Im Kreis Büren sah sich Friedländer der Konkurrenz aus Paderborn ausgesetzt. Die Bedeutung seiner Zeitung blieb in diesem Kreis daher gering.    
Sein Einkommen aus der Druckerei und dem Verlag war begrenzt. Daher beantragte er 1848 eine Buchhandelskonzession. Weil schon eine andere Buchhandlung bestand, wurde ihm die Konzession nicht erteilt. Im Jahr 1857 kaufte er die bestehende Buchhandlung auf, legte die Buchhändler-Prüfung ab und erhielt daraufhin die Konzession. Zum Haushalt gehörten 1858 außer der Familie zwei Druckereigehilfen, drei Lehrlinge, ein Buchhändler und eine Magd. Friedländer verkaufte auch Schreibwaren, selbst Heiligenbilder und Rosenkränze, Drogerie- und Rauchwaren oder Musikalien. Im Jahr 1858 begründete er einen belletristischen Lesezirkel mit verschiedenen Zeitungen und Zeitschriften. Außerdem war er Versicherungsvertreter und Agent für Auswanderer. 
Der Verlag druckte Bücher in hebräischer und deutscher Sprache. Insbesondere wurden zahlreiche Schriften aus dem Umfeld des Briloner Gymnasiums wie Jahresberichte oder Schriften von Johann Suibert Seibertz und anderen regionalen Autoren gedruckt. Auch katholisches Schrifttum wurde veröffentlicht. Im jüdischen Verlagsbereich wurden Beiträge zur Geschichte und Gegenwart des Judentums, aber auch religiöses Schrifttum wie ein Andachtsbuch für Frauen veröffentlicht. Seit 1877 gab Friedländer das Israelitische Gemeinde- und Familienblatt. Special-Organ für das jüdische Gemeindeleben heraus.    
Zu Beginn der 1870er Jahre etablierte sich der Sauerländische Anzeiger und Friedländer konnte in Niedermarsberg, Medebach und Büren Filialen errichten. Der Sauerländische Anzeiger war politisch regierungstreu. Es war strikt antisozialdemokratisch. Friedländer konnte daher seinen Status als amtliches Kreisblatt bewahren. Differenzierter war die Haltung des Blattes im Kulturkampf. Zwar hegte der Landrat keinen Zweifel an der grundsätzlich regierungsfreundlichen Haltung Friedländers, aber ihm war klar, dass dieser Rücksicht auf seine mehrheitlich katholische Leserschaft nehmen musste. Konkurrenz erwuchs aus der wachsenden Zahl katholisch orientierter Zeitungen. Seit 1888 erschien die von Johann Meyer herausgegebene Briloner Zeitung mit Ableger in Marsberg. Das neue Blatt war ganz auf Zentrumslinie. Vor dem Hintergrund wachsender Konkurrenz ging die Auflage des Sauerländischen Anzeigers deutlich zurück und betrug 1887 nur noch 240 Exemplare. Gehalten wurde das Blatt schließlich hauptsächlich von Behörden und Beamten. Im Jahr 1900 musste der Waldecker Anzeiger eingestellt werden. Der Sauerländische Anzeiger stellte 1905 sein Erscheinen ein.     
Friedländer beteiligte sich aktiv am jüdischen Leben in Brilon. Seit 1893 gehörte er dem Synagogenvorstand an. Wie sein Großvater, Vater und sein Bruder Salomon vertrat er eine reformjüdische Position. Er trat 1899 zusammen mit einigen anderen aus der Gemeinde aus und gründete einen jüdischen Verein. Dieser fand 1907 zur Synagogengemeinde zurück.